# Onthophagus hsui
Onthophagus hsui es una especie de insecto del género Onthophagus de la familia Scarabaeidae del orden Coleoptera.

## Historia
Fue descrita científicamente por primera vez en el año 2004 por Masumoto, Chen & Ochi.